# David Richter der Ältere

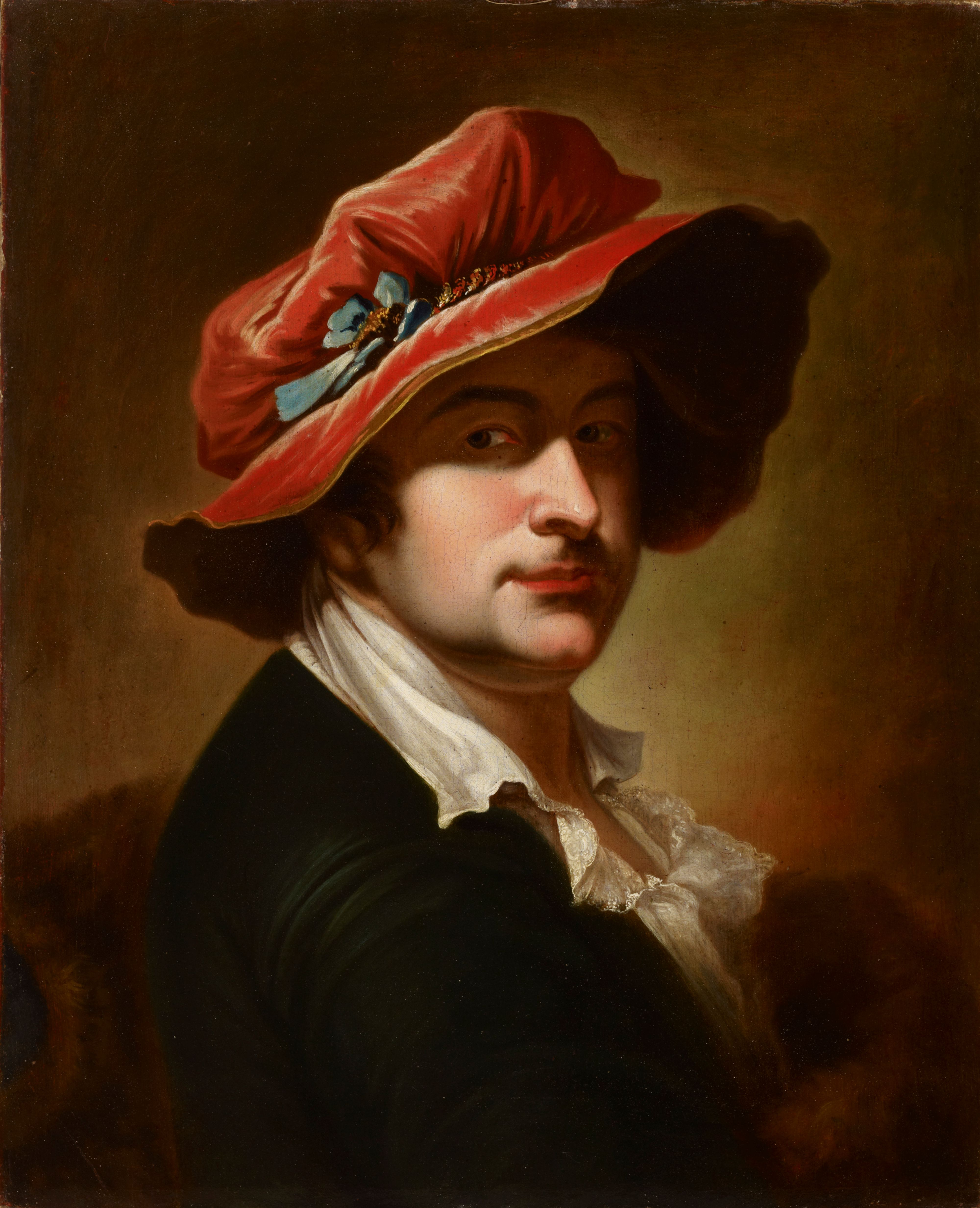
David Richter der Ältere, Selbstporträt

David Richter d. Ä. (* 31. August 1661 in Stockholm, Schweden; † 30. April 1735 in Wien) war ein schwedisch-deutscher Porträt- und Landschaftsmaler.

## Leben
David war der Sohn des Goldschmieds Friedrich Richter. Sein Vetter David Richter der Jüngere (1664–1741) war ebenfalls Künstler. David Richter d. Ä. lernte beim Maler und Zeichner David Klöcker von Ehrenstahl (1629–1698) und arbeitete dann in Berlin. Dort schuf er Bilder des brandenburgischen Premierministers Eberhard von Danckelman und dessen Brüder Daniel Ludolf und Sylvester (siehe Danckelmansches Siebengestirn). 1692 weilte er in Dresden, wo er unter anderem den Kurfürsten Johann Georg IV. malte. Schon vor 1701 zog es ihn nach Wien, wo ihm beispielsweise Prinz Eugen von Savoyen Modell saß. Er heiratete am 29. Mai 1708 in Wien.

## Werke (Auswahl)
- Prinzessin Charlotte Amalie von Hessen-Wanfried, Öl auf Leinwand, 84 × 65 cm, 1704, Magyar Nemzeti Múzeum, Budapest
- Fürst Franz II. Rákóczi, Öl auf Leinwand, 77 × 61,5 cm, 1704, Magyar Nemzeti Múzeum, Budapest
- Ideale Landschaft (Abendstimmung), Öl auf Leinwand, 45 × 52 cm, um 1700, Belvedere, Wien